# Gianfranco Rosi (Regisseur)

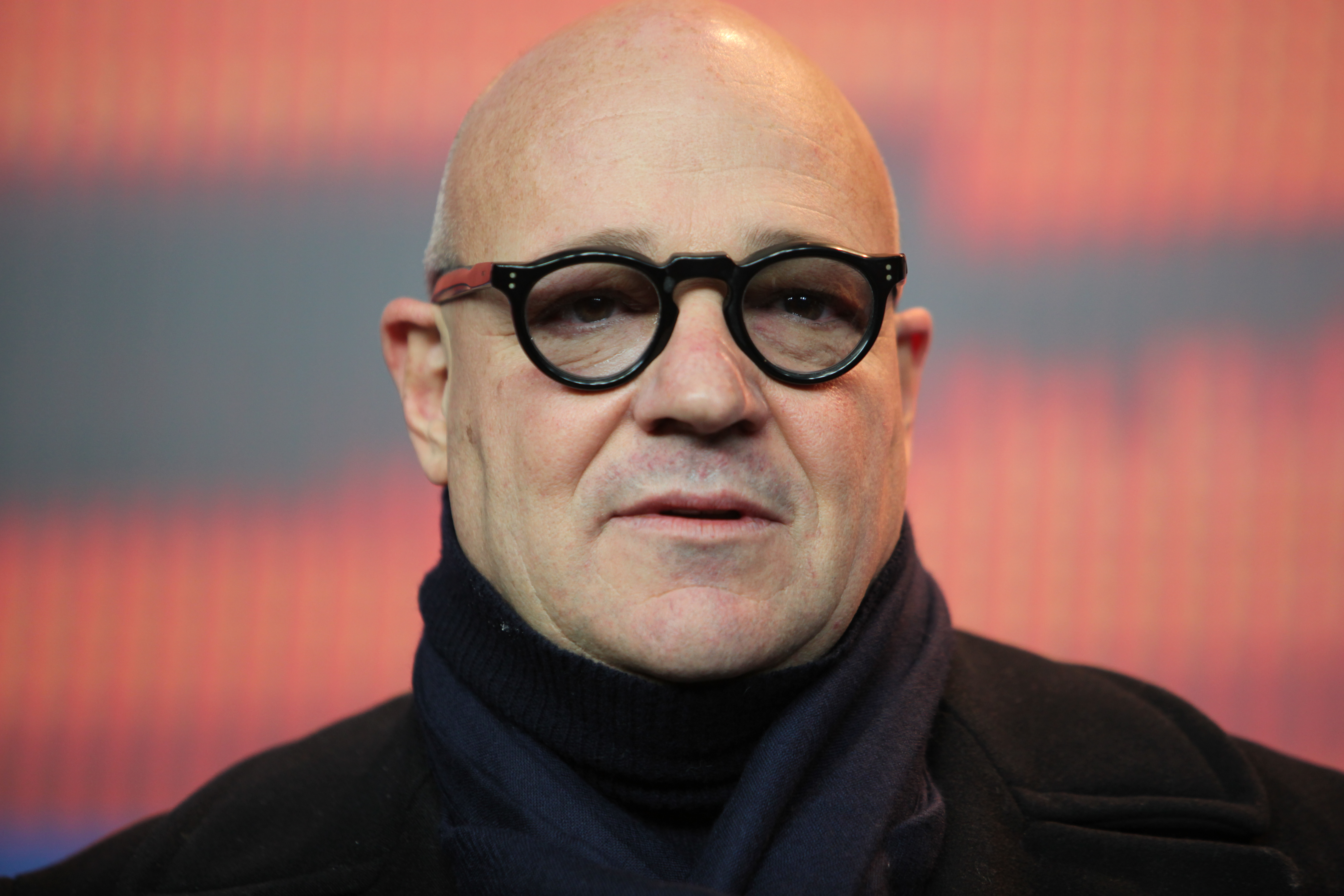
Gianfranco Rosi bei den Internationalen Filmfestspielen Berlin 2016

Gianfranco Rosi (* 1964 in Asmara, Eritrea) ist ein italienischer Filmregisseur, Filmproduzent, Kameramann und Drehbuchautor. Rosi ist mit seinen Filmen seit seinem 1993 erschienenen Debütfilm Ein Boot auf dem Ganges (Boatman) auf zahlreichen Festivals vertreten und wurde bereits mehrfach ausgezeichnet, darunter mit dem Goldenen Löwen für seinen Dokumentarfilm Das andere Rom (2013).

## Leben und Werk
Während des Eritreischen Unabhängigkeitskrieges wurde Rosi im Alter von 13 Jahren mit einem Militärflugzeug nach Italien in Sicherheit gebracht und ließ dabei seine Eltern in Eritrea zurück. Nachdem er als Jugendlicher in Rom und Istanbul gelebt hatte, ging Rosi mit 20 Jahren nach New York, um dort die Tisch School of the Arts zu besuchen.
Im Jahr 1993 realisierte er mit Boatman seinen Abschlussfilm, der auf verschiedenen internationalen Filmfestivals gezeigt wurde, darunter in Sundance, Locarno, Toronto und Amsterdam. Danach arbeitete Rosi bei mehreren Dokumentarfilmen als Kameramann und Regisseur und drehte Kurzfilme (Afterwords, 2000). Im Film Unter dem Meeresspiegel (Below Sea Level, 2008) berichtete er von einer Gruppe von Aussteigern inmitten der Wüste Kaliforniens. Der Film gewann den Orizzonti Doc Award bei den Internationalen Filmfestspielen von Venedig 2008. Im Jahr 2010 realisierte er mit Der Auftragskiller – Zimmer 164 (El Sicario, Room 164) „das Aufsehen erregende Porträt eines Auftragskillers“.
Bei den Internationalen Filmfestspielen von Venedig 2013 gewann sein Film Das andere Rom als erster Dokumentarfilm überhaupt den Goldenen Löwen.
2016 erhielt Rosi für Seefeuer auf den 66. Internationalen Filmfestspielen Berlin den Goldenen Bären. In diesem Dokumentarfilm beobachtet er den Alltag auf der italienischen Insel Lampedusa, Ziel zahlreicher Bootsflüchtlinge. 2016 wurde er für diesen Film auch mit dem Friedenspreis des Deutschen Films – Die Brücke (Spezialpreis) und dem Europäischen Filmpreis (Bester Dokumentarfilm) ausgezeichnet. Außerdem war er für den 2017 für den Oscar in der Kategorie Bester Dokumentarfilm nominiert.
Im Jahr 2020 erhielt Rosi für seinen Dokumentarfilm Notturno erneut eine Einladung in den Wettbewerb der 77. Filmfestspiele von Venedig. Ein Jahr später wurde er in die Wettbewerbsjury der 71. Berlinale berufen.
Papst Franziskus ernannte ihn im März 2022 zum ordentlichen Mitglied der Päpstlichen Akademie der schönen Künste und der Literatur. Im Jahr 2022 stellte Rosi mit In viaggio einen Dokumentarfilm über die Auslandsreisen des Papstes fertig, der ins offizielle Programm des 79. Filmfestivals von Venedig eingeladen wurde. Drei Jahre später erhielt er für den Dokumentarfilm Sotto le nuvole über Neapel eine erneute Einladung in den Hauptwettbewerb von Venedig.

## Filmografie
- 1993: Ein Boot auf dem Ganges (Boatman) – mittellanger Dokumentarfilm
- 2001: Afterwords – kurzer Spielfilm
- 2008: Unter dem Meeresspiegel (Below Sea Level)
- 2010: Der Auftragskiller – Zimmer 164 (El Sicario, Room 164)
- 2013: Das andere Rom (Sacro GRA)
- 2016: Seefeuer (Fuocoammare)
- 2020: Notturno
- 2022: In viaggio